# خدنگ جکسون
خدنگ جکسون (نام علمی: Bdeogale jacksoni) نام یک گونه از سرده پاسیاه‌ها است.